# Naoyuki Yamazaki
Naoyuki Yamazaki (Kanji: 山崎 直之; Nishitokyo, 5 mei 1991) is een Japans voetballer. Hij kwam in het seizoen 2016/17 uit voor Telstar.

## Clubcarrière

### Japan
Yamazaki verruilde in 2004 lokale amateurclub Izumi FC voor de jeugdopleiding van FC Tokyo. Hij speelde in de onder 16 en onder 18 van de Japanse topclub. Aan het einde van het jaar 2009 moest hij de club verlaten en ging hij aan de slag bij de voetbalafdeling van de Tokyo Gakugei Universiteit. In 2014 ging hij spelen voor Azul Claro Numazu, uitkomend in de Japan Football League (vierde niveau). Aan het einde van het seizoen trad hij af.
Yamazaki liep vervolgens zonder succes stage bij HJK Helsinki, en keerde terug naar Japan om te gaan spelen bij HBO Tokyo.

### Telstar
In juni 2016 ging Yamazaki op proef bij Telstar. Hij wist de technische staf te overtuigen en de club besloot om hem aan te melden bij de KNVB. De club maakte op 8 september 2016 via de officiële kanalen bekend dat Yamazaki speelgerechtigd is. De middenvelder maakte twee dagen later zijn debuut in de competitiewedstrijd tegen De Graafschap. Aan het einde van het seizoen 2016/17 moest Telstar noodgedwongen afscheid nemen van de Japanner, omdat hij − door veranderende regelgeving tussen Japan en de EU − te duur was geworden voor de club.
In november 2017 liep Yamazaki stage bij het Duitse Chemnitzer FC, maar hij wist de club niet te overtuigen.

### Finland
Yamazaki vond in juli 2018 pas weer een nieuwe club. Hij tekende tot het einde van het seizoen bij het Finse IF Gnistan, uitkomend op het derde niveau. Een jaar later trok hij naar competitiegenoot PEPO Lappeenranta, waar na vier maanden zijn contract werd ontbonden.

### Taiwan
Yamazaki ging vervolgens voetballen in de Taiwan Football Premier League, eerst bij Taichung Futuro en later bij Leopard Cat en AC Taipei.